# Rhacochelifer melanopygus
Espèce
Synonymes
- Lophochernes melanopygus Redikorzev, 1949
- Rhacochelifer mongolicus Beier, 1969

Rhacochelifer melanopygus est une espèce de pseudoscorpions de la famille des Cheliferidae.

## Distribution
Cette espèce se rencontre en Ouzbékistan, au Tadjikistan, au Kazakhstan et en Mongolie.

## Publication originale
- Redikorzev, 1949 : Pseudoscorpionidea of Central Asia. Travaux de l'Institut de Zoologique de l'Académie Sciences de l'U.R.S.S., vol. 8, p. 638-668.